# Утконос Онлайн
«Утконос Онлайн» — российский интернет-сервис по доставке продуктов питания, осуществляющий доставку в Москве, Московской области, Туле, Калуге и Твери.

## История
Задумал и организовал «Утконос» Сергей Николаевич Разумов. В июле 2000 года состоялась официальная регистрация компании «Новый импульс», которая управляла сетью розничных магазинов. Одно из ноу-хау компании того времени — универсальный терминал комплектовщика (УТК) — специальный переносной компьютер, который позволял сотруднику склада обрабатывать информацию о заинтересовавших покупателя товарах. На основе этой аббревиатуры и появилось название «Утконос».
Первые два магазина «Утконоса» открылись в Зеленограде в марте 2002 года. Покупатели могли заказывать товары по каталогу через call-центр или непосредственно в магазине — через терминалы. За год работы идея доказала свою жизнеспособность. За это время в Зеленограде открылось 7 магазинов «Утконос», по одному магазину появилось в Солнечногорске и Солнечногорском районе.
В 2003 году Правительство Москвы выпустило Постановление № 86-ПП от 11.02.2003 «О развитии в Москве системы торговли по предварительным заказам населения на примере опыта Зеленограда».
В 2005 году в Южном Бутово был открыт 7-этажный распределительный центр.

В апреле 2005 года Правительство Москвы скорректировало свои прежние планы, выпустив постановление «О дополнительных мерах по развитию в Москве сети магазинов заказов „Утконос“ в городе Москва на 2005—2007 годы». Оно было направлено на форсирование темпов развития проекта.

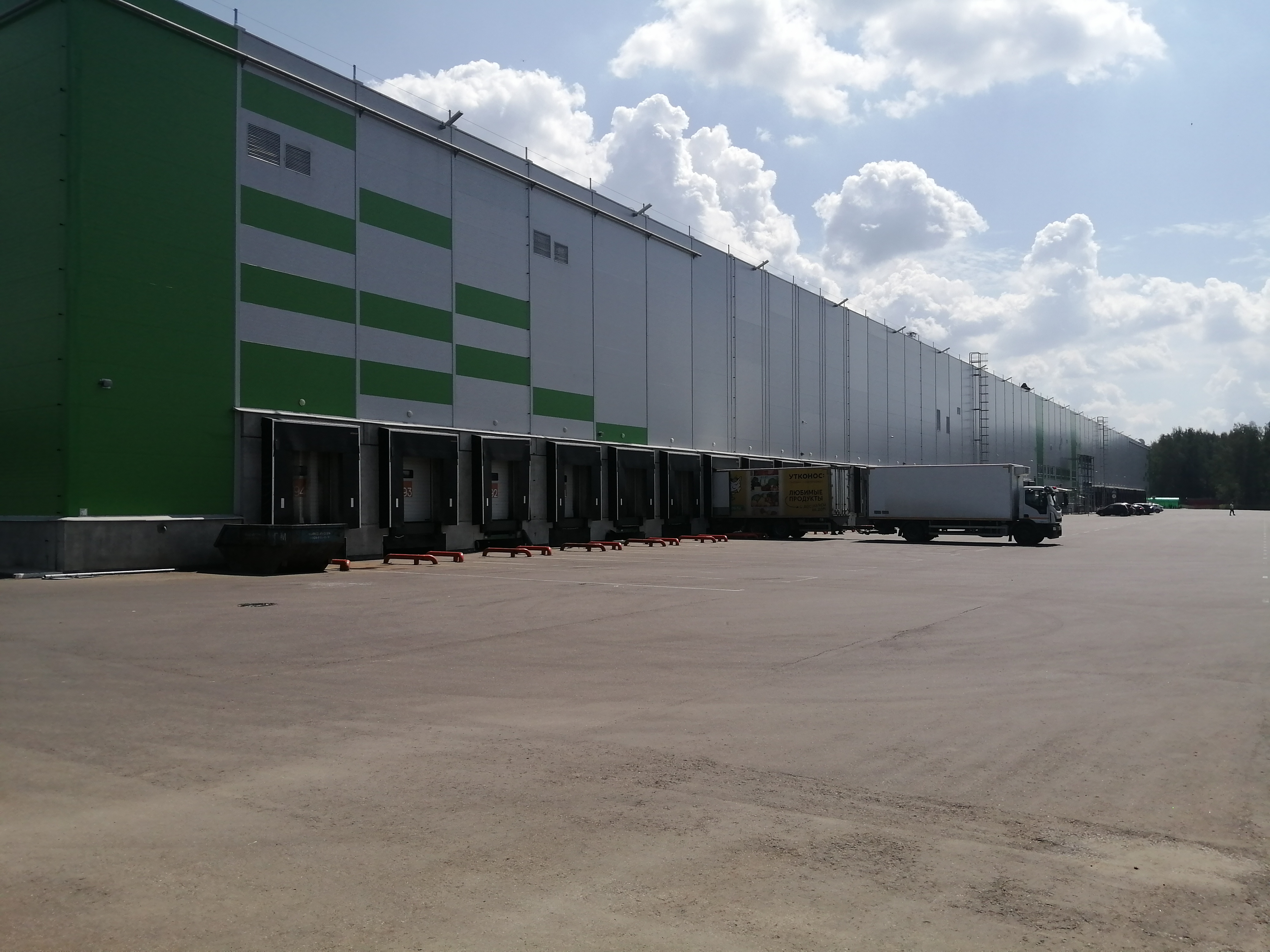
склад «Север»

В 2017 году «Утконос» начал доставлять продукты в автоматические терминалы — продуктоматы — откуда покупатели могли самостоятельно забирать заказы. Это стало возможно благодаря партнёрству с оператором доставки PickPoint в Москве. Продуктоматы — это автоматические ячейки хранения с поддержанием необходимых температурных режимов. В 2018 году проект был приостановлен из-за переноса логистических мощностей с южного склада «Бутово» на новый распределительный центр «Север» в деревне Хоругвино.
В этом же году «Утконос» выпустил первую линейку товаров под собственной маркой SUPER.
В 2020 году были открыты два склада в новом для компании формате «мини» с экспресс доставкой: «Мосрентген» и «Волковский». Также после реконструкции был запущен южный склад «Бутово». В ноябре компания начала осуществлять доставку продуктов с собственного склада «Кубинка» в Санкт-Петербурге.
18 июня 2021 года компания перестала оказывать услуги покупателям в Санкт-Петербурге.
В декабре 2021 года сервис доставки продуктов «Утконос Онлайн» за 20 млрд рублей приобрела сеть гипермаркетов «Лента», сделка была закрыта в начале февраля 2022 года.

## Руководство
- В 2010 году руководителем «Утконоса» был назначен Владимир Рюмин[16].
- В 2019 году на пост генерального директора онлайн-гипермаркета был назначен Даниэль Перекальски, ранее работавший в интернет-магазине OZON.ru[17].

## Достижения
В 2019 году мобильное приложение «Утконос» было признано одним из лучших среди приложений для доставки продуктов по версии Роскачества, а также стало лидером по функциональности в ежегодном исследовании цифрового опыта покупателей m-grocery rating 2019.
В 2020 году «Утконос» стал Маркой № 1 в категории «Услуга и Сервис», «подкатегории Online магазин продуктов».
По оценке информационно-исследовательского агентства INFOLine по итогам 2020 года «Утконос» стал лидером в Московском регионе с долей в обороте онлайн-продаж продуктов питания Москвы и Московской области в 18 %.